# 世界哥伦布纪念博览会
世界哥倫布博覽會（英語：World's Columbian Exposition），又稱為芝加哥世界博覽會（Chicago World's Fair），是一場於1893年5月5日至10月31日在芝加哥舉辦的世界博覽會，旨在慶祝克里斯托弗·哥倫布於1492年抵達新大陸400週年。 博覽會的核心場地設於傑克遜公園，其中心是一個大型水池，象徵哥倫布航行至新大陸的旅程。芝加哥在眾多競爭城市中脫穎而出，擊敗了包括紐約市、華盛頓特區和聖路易等城市，獲得了主辦權。這場博覽會是一場具有深遠影響的社會與文化盛事，對美國的建築、藝術、美國工業樂觀主義以及芝加哥的城市形象均產生了重大影響。
芝加哥哥倫布博覽會的整體佈局主要由約翰·韋爾伯恩·魯特、丹尼尔·伯纳姆、弗雷德里克·奧姆斯特德與查爾斯·B·阿特伍德設計。 該博覽會被視為伯納姆及其同僚心目中理想城市的原型，採用了美術學院派建築（Beaux-Arts）的設計原則，即基於對稱、平衡與壯麗的新古典主義建築理念。博覽會建築外牆普遍覆以稱為白色仿灰泥（staff）的建材，使展區獲得「白色之城」（White City）的暱稱。展區內的14座「偉大建築」由多位著名建築師設計，同時也有許多藝術家與音樂家參與展出，並創作出受博覽會啟發的藝術作品與描繪畫作。
整場博覽會占地達690英畝（2.8平方），設有近200座全新但為臨時性的建築物，主要為新古典主義風格，並規劃了運河與潟湖，展示來自46個國家的人文與文化。 在為期六個月的展期中，共有超過2,700萬人次參觀。其規模與壯麗程度遠超歷屆其他世界博覽會，成為美國新興美國例外論的象徵，正如萬國工業博覽會象徵維多利亞時代的英國一般。
博覽會的落成典禮於1892年10月21日舉行，但展區直到1893年5月1日才正式對外開放，並持續展出至同年10月30日。除了紀念發現新大陸400週年外，此次博覽會也向世界展示芝加哥已從芝加哥大火的廢墟中重生——該場大火曾在1871年摧毀了城市大部分地區。
1893年10月9日為博覽會所指定的「芝加哥日」（Chicago Day），當天創下戶外活動的世界紀錄，共吸引了751,026人入場。博覽會的債務不久後便以一張金額為150萬美元的支票償清（相當於5249萬的2024幣值）。 芝加哥也以市旗上的其中一顆星星來紀念這場博覽會。

## 歷史

### 規劃與組織

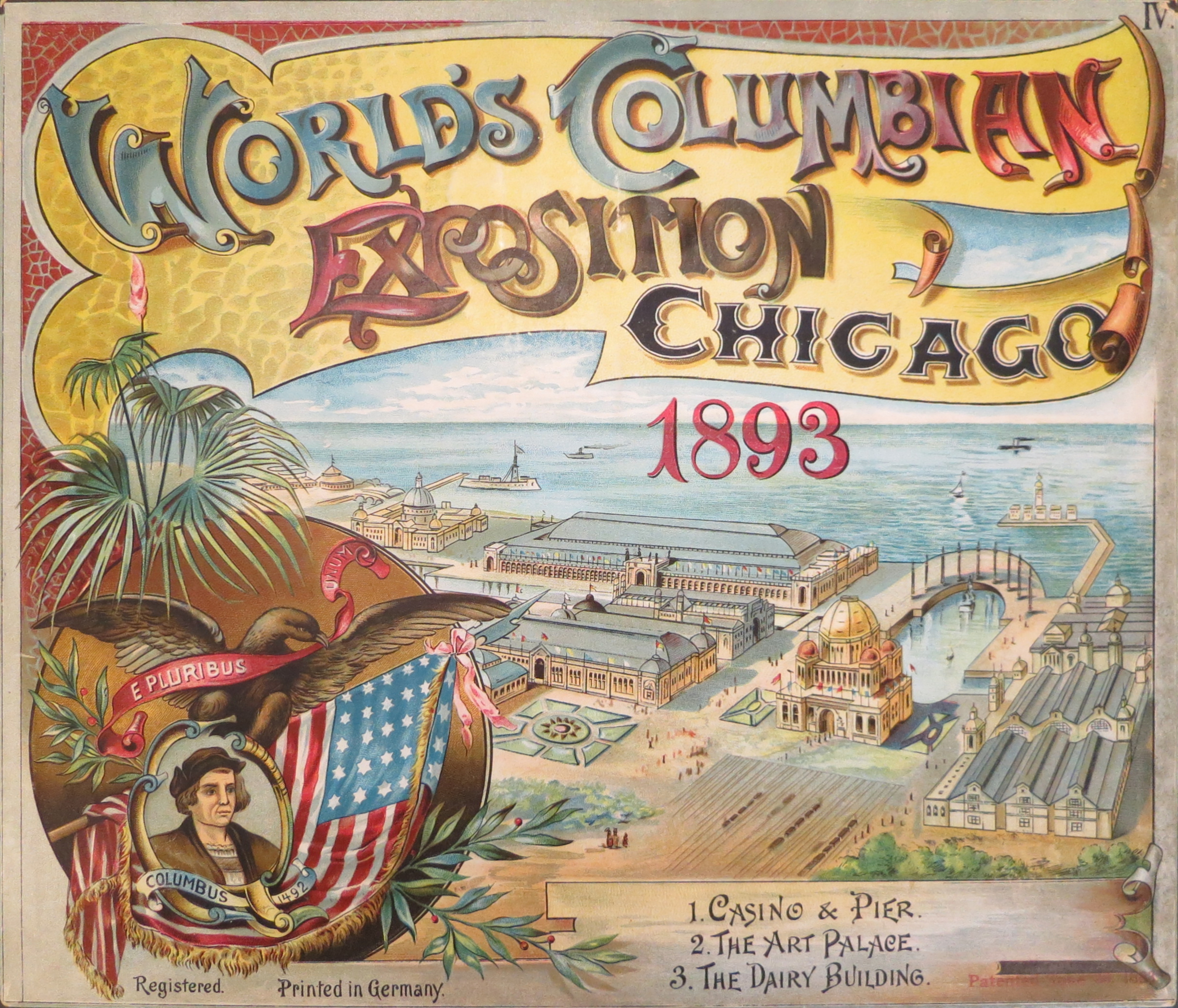
博覽會宣傳海報，畫中為克里斯多福·哥倫布肖像

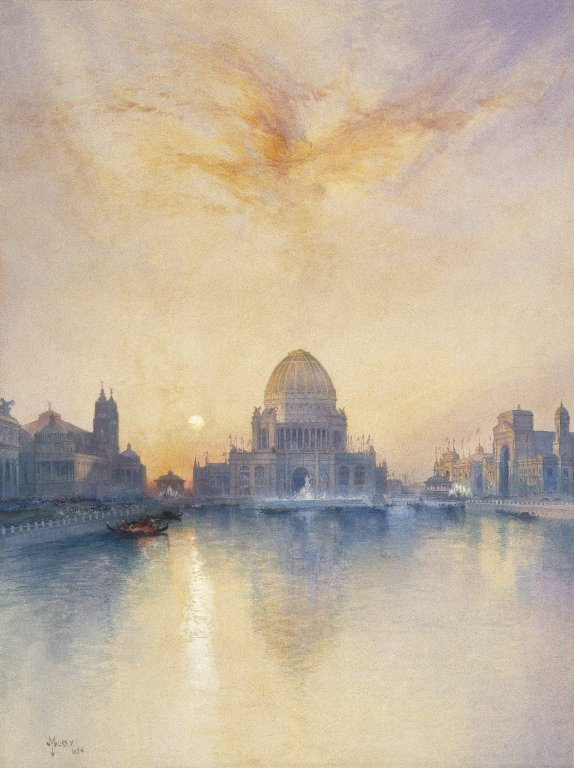
托馬斯·莫蘭 — 《芝加哥世界博覽會》，描繪管理大樓的畫作，現藏於布魯克林博物館

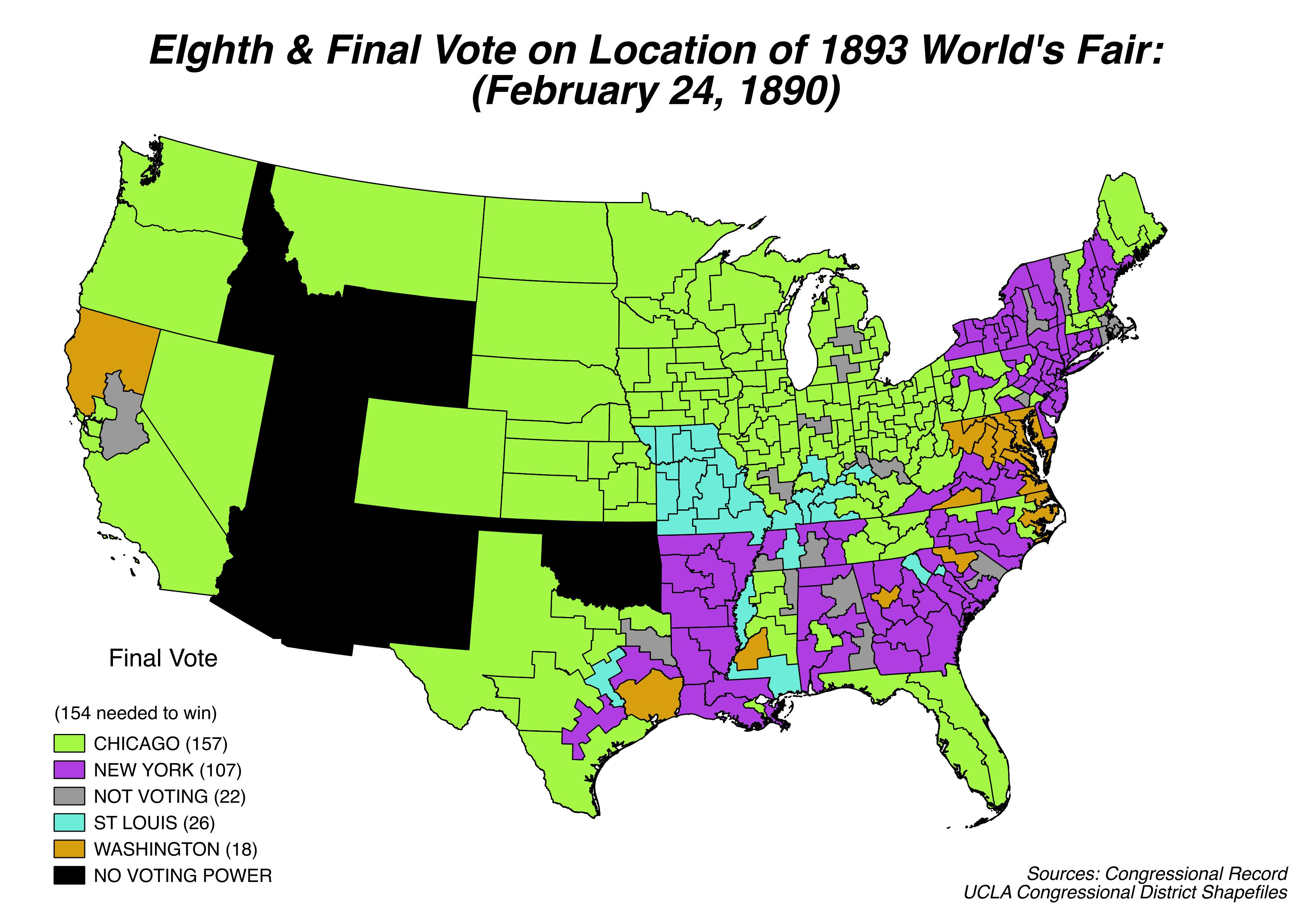
第八屆世界博覽會主辦城市選舉中，美國眾議院地區投票結果分布圖

來自全美各地的多位知名公民領袖、專業人士與商業鉅子參與了博覽會的資金籌措、協調與管理工作。其中包括芝加哥鞋業企業家查爾斯·H·施瓦布（Charles H. Schwab）、 芝加哥鐵路與製造業巨頭約翰·惠特菲爾德·本恩（John Whitfield Bunn），以及康乃狄克州銀行、保險與鐵製品業鉅子米洛·巴納姆·理查森（Milo Barnum Richardson）等人。
這場博覽會的規劃始於1890年代初期，當時正值鍍金時代——一個工業迅速成長、移民激增及階級衝突加劇的時期。在此背景下，世界博覽會如1851年倫敦的萬國工業博覽會，已在歐洲取得成功，被視為一種整合社會各階層、促進交流的方式。
美國首次舉辦類似的1876年費城百年博覽會雖吸引大量人潮，卻在財務上失利。儘管如此，關於紀念哥倫布登陸新大陸400週年的構想，從1880年代末便已浮現。聖路易、紐約市、華盛頓特區與芝加哥的城市領袖紛紛表達主辦意願，期望藉由博覽會帶動獲利、提升地價並宣傳城市形象。最後由國會決定主辦城市。
紐約的金融鉅子，如约翰·皮尔庞特·摩根、康内留斯·范德比尔特與威廉·沃爾多夫·阿斯特等人，承諾若博覽會交由紐約主辦，將提供1,500萬美元資金；而芝加哥方面，則有查爾斯·耶基斯、馬歇爾·菲爾德、菲利普·阿莫爾、古斯塔弗斯·斯威夫特與小賽勒斯·麥考密克等企業家組成資金支持陣營。最終說服國會的關鍵，來自芝加哥銀行家萊曼·蓋奇，他在短短24小時內再募得數百萬美元，使芝加哥的總提案超越了紐約的最終出價。
芝加哥代表爭取主辦權，不僅是出於經濟利益的考量，更強調其在實務層面的優勢。在1890年1月的參議院聽證會中，代表湯瑪斯·巴伯·布萊恩（Thomas Barbour Bryan）指出，舉辦世界博覽會最重要的條件包括「充足的清新空氣與純淨水源」、「寬廣的場地、充足的住宿與便捷的交通，能夠容納所有展品與參觀者」。他主張紐約存在過多障礙，反觀芝加哥則能善用城市周圍大片土地，「無需購屋、無需炸石」，且地理位置便利，「工匠、農夫、店員及一般平民百姓」皆能輕易前往。布萊恩並表示，對於美國西部而言，這場博覽會具有「攸關生計的重要性」，而西部人民也期盼主辦地設在芝加哥。芝加哥代表團隨後持續強調成功博覽會的基本要素，並主張唯有芝加哥能夠滿足所有需求。
博覽會主辦城市的選定，透過美國眾議院多輪投票決定。首輪投票中，芝加哥即大幅領先紐約、聖路易與華盛頓哥倫比亞特區，但尚未過半。直到第八輪，芝加哥取得157票，超過所需的154票門檻，擊敗紐約的107票，成功勝出。
展區最終由博覽會公司與國家博覽會委員會共同選定為傑克遜公園及其周邊地區。丹尼爾·H·伯納姆（Daniel H. Burnham）被任命為工程總監，喬治·R·戴維斯（George R. Davis）擔任總幹事。伯納姆強調建築與雕塑為展覽核心，並網羅當時頂尖人才參與設計，包括聘請弗雷德里克·奧姆斯特德負責展區景觀。 所有臨時建築皆以華麗的新古典主義建築風格設計，並漆成白色，使整個展場有「白色之城」之稱。
博覽會的辦公室設於亞當斯街上的蘭德-麥納利大樓高層，這棟建築是世界上首座全鋼骨結構的摩天大樓。總幹事戴維斯與其團隊在史密森尼學會的G·布朗·古德（G. Brown Goode）協助下，籌劃展品內容。展區中的「娛樂大道」（Midway）則受到1889年巴黎世界博覽會的啟發，該展會曾設置以種族文化為主題的「民族村」。
然而，博覽會未設立非裔美國人專屬展區，引發民權領袖抗議。弗雷德里克·道格拉斯、艾達·貝爾·韋爾斯、歐文·加蘭·潘恩（Irvine Garland Penn）與費迪南德·李·巴尼特（Ferdinand Lee Barnett）共同撰寫並發行小冊子〈為何有色美國人未出現在哥倫布世界博覽會——非裔美人的哥倫布文獻貢獻〉，以表達抗議立場。韋爾斯與道格拉斯指出：「當人們問起我們為何被排除在哥倫布世界博覽會之外，答案就是奴隸制度。」 小冊子在展場「白色之城」中由海地大使館（道格拉斯曾被任命為海地代表）發行了約一萬份，引起英國、德國、法國、俄羅斯與印度代表團的注意與回應。
儘管如此，博覽會仍有限度地設有部分由非裔美國人策展的展覽，例如雕塑家埃德莫尼亞·路易斯的作品展、科學家喬治·華盛頓·卡佛的繪畫展，以及瓊·伊莫珍·霍華德的統計展示。此外，也有非裔個人在白人展區中擔任角色，例如南希·格林為R.T.戴維斯磨坊公司扮演嬸嬸潔米瑪（Aunt Jemima）形象。

### 營運概況

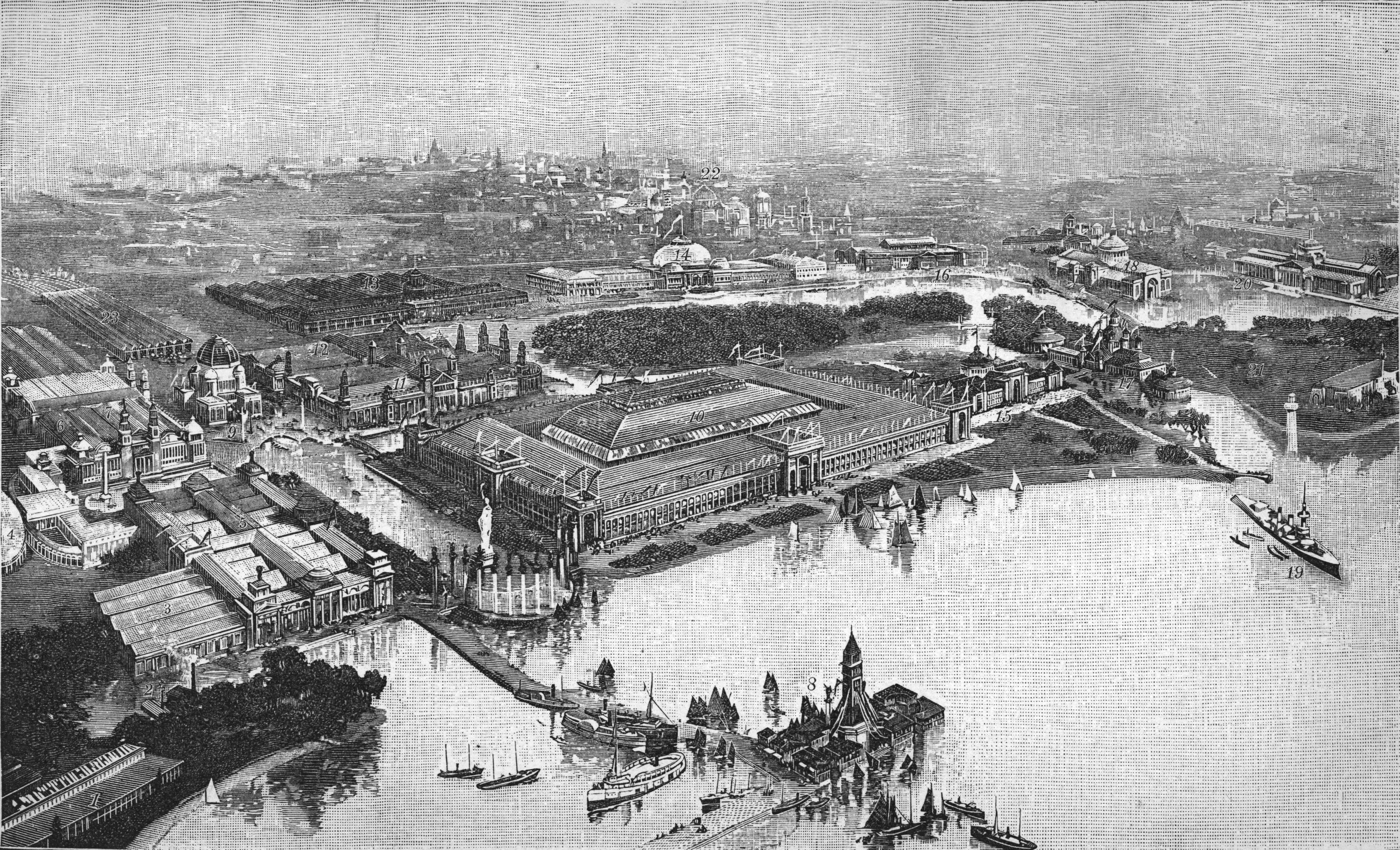
來自《布羅克豪斯百科全書》中，展覽設於傑克遜公園的鳥瞰圖

博覽會自5月開幕，持續至1893年10月30日閉幕。共有46個國家參與，這是首次有世界博覽會設立各國國家館。 各國設置展覽與展館，並指派國家「代表」，例如海地便選擇弗雷德里克·道格拉斯作為代表。 展覽期間吸引超過2,700萬人次參觀。 原先計畫於星期日閉館，但芝加哥婦女俱樂部提出請願，要求維持週日開放。 該俱樂部認為，若展覽週日關閉，將使平日無法請假的勞工階層無緣觀展。
博覽會設於傑克遜公園與大道樂園，總佔地面積達630英畝（2.5平方），涵蓋南岸區、傑克遜公園高地、海德公園與伍德勞恩等社區。查爾斯·H·瓦克擔任博覽會總監。展區由弗雷德里克·勞·奧姆斯特德設計布局，建築部分由工程總監丹尼爾·伯納姆負責，採用新古典主義建築與美術學院建築風格（Beaux-Arts）風格。當地著名建築師亨利·艾夫斯·科布亦參與設計多座建築。羅馬美國學院院長法蘭西斯·戴維斯·米萊特則負責壁畫裝飾的指導工作。此次展會被視為「美國文藝復興」時期藝術與建築的成熟象徵，展現了新古典與美術學院派建築美國的蓬勃發展。

### 市長遇刺與博覽會結束

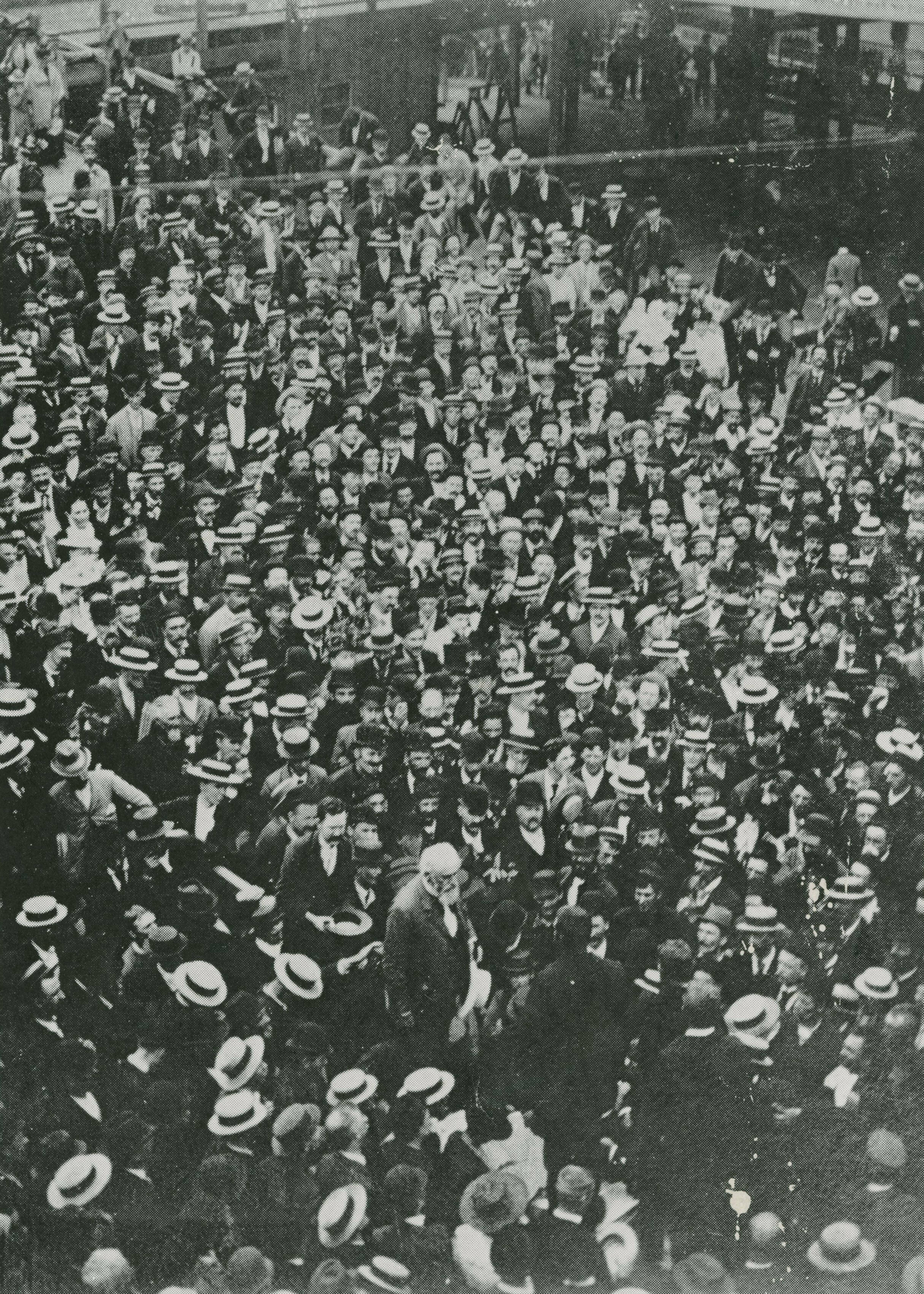
芝加哥市長卡特·哈里森三世於1893年10月28日博覽會「美國城市日」向群眾發表演說。當日稍晚，他遭遇刺殺身亡。

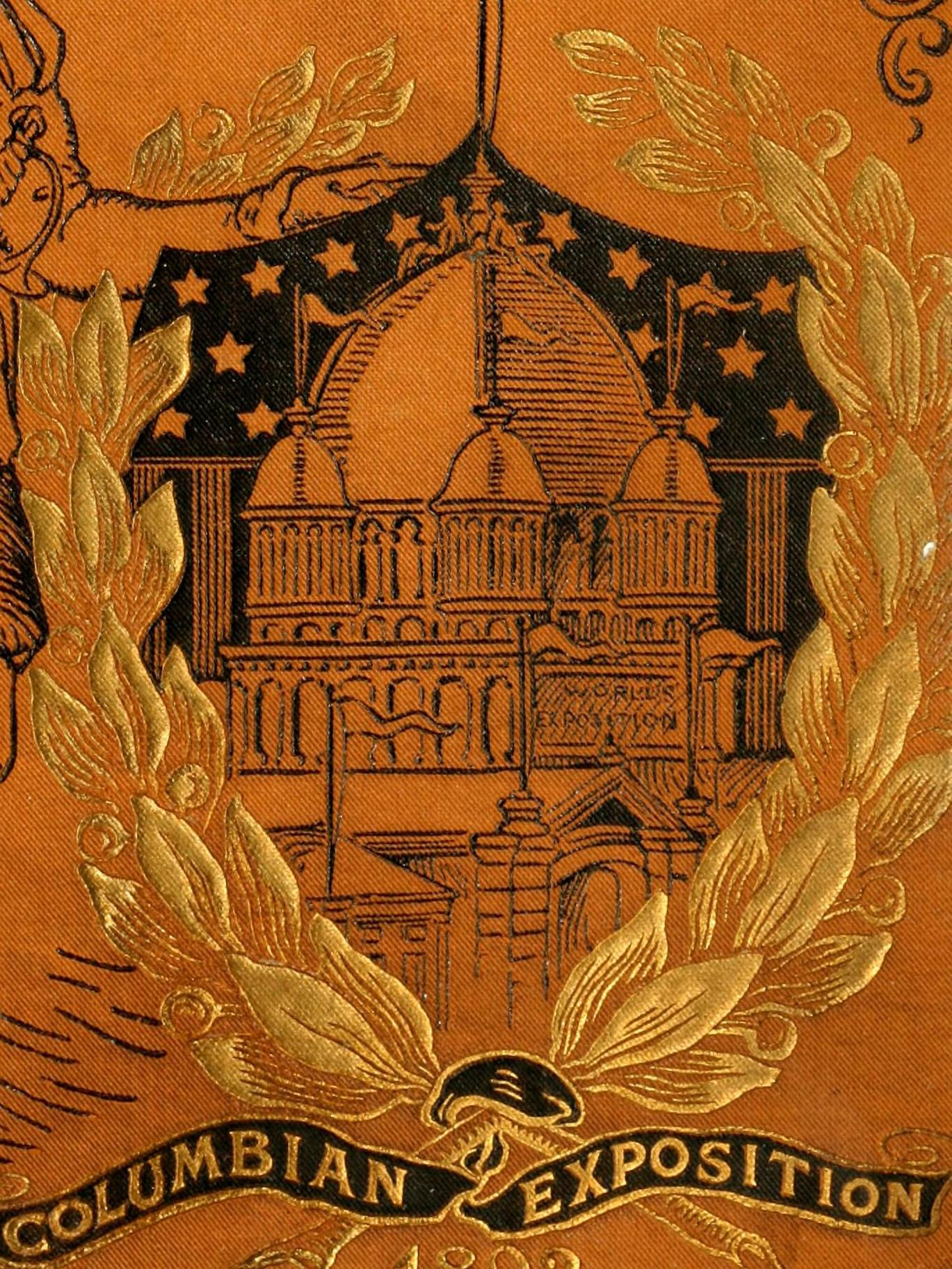
1892年《哥倫布博覽會》書籍封面插畫

博覽會結束前夕，全市陷入震驚之中，因為深受民眾愛戴的市長卡特·哈里森三世（Carter Harrison III）在閉幕前兩天遭派翠克·尤金·普倫德加斯特（Patrick Eugene Prendergast）刺殺身亡。 原定的閉幕典禮因此取消，改以舉行公開追悼儀式。
隨著展覽結束，傑克遜公園恢復作為公共公園用途，且環境較原本沼澤地貌有了極大改善。園內潟湖經重新整建，呈現更自然的流線外觀，惟北端仍維持直線型，與美術宮／現今的科學與工業博物館建築南側階梯相連。從傑克遜公園向西延伸的大道樂園原為綠蔭大道，曾是芝加哥大學的南側邊界；該校於博覽會結束之際正值創校階段（其後校區亦已擴展至娛樂大道以南）。芝加哥大學的橄欖球隊「褐紅人」（Maroons）曾是最初的「中道怪物」（Monsters of the Midway）之稱的由來。校歌中亦提及博覽會：「白色之城已離塵世，/碧波之濱新城誕，/灰色之城永不滅，/風華長存在人間。」

## 特色景點

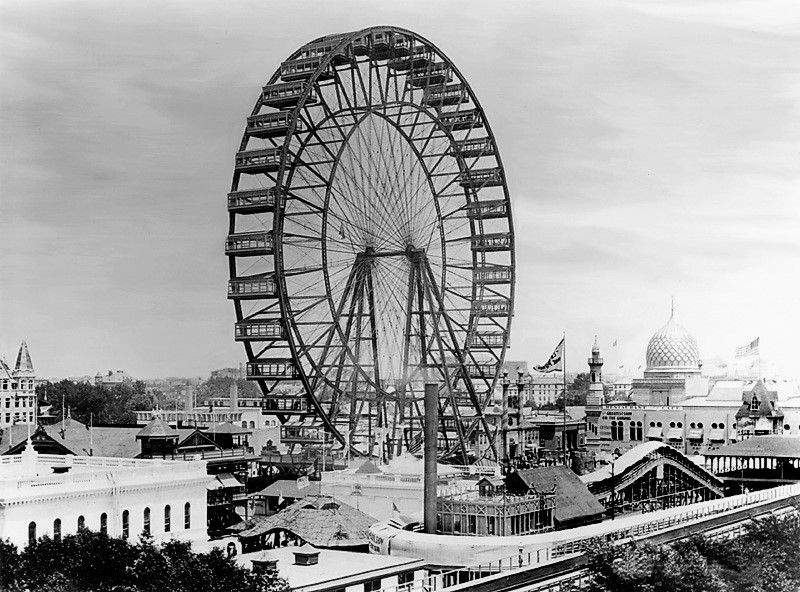
原始的摩天輪

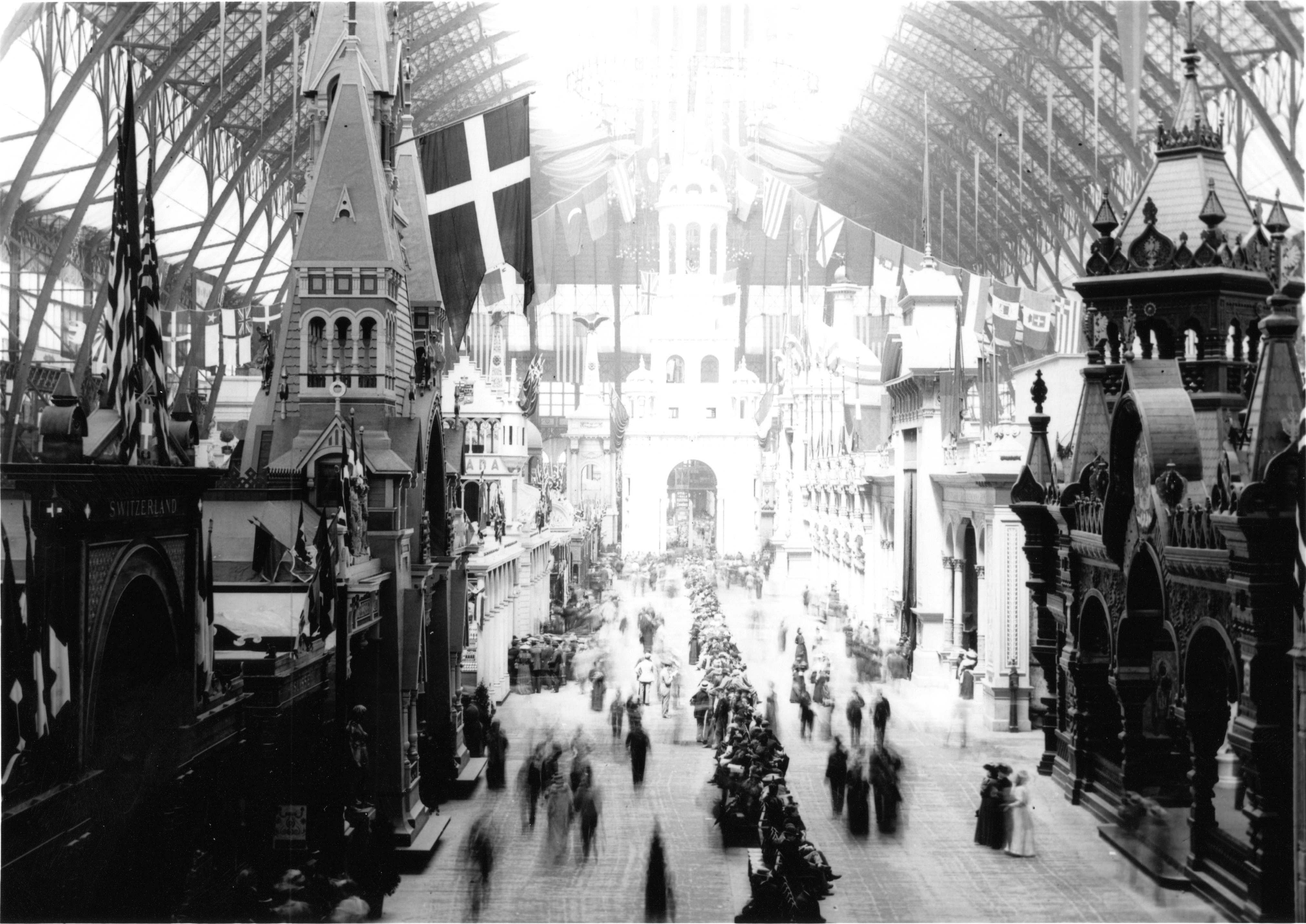
展覽館內部景觀

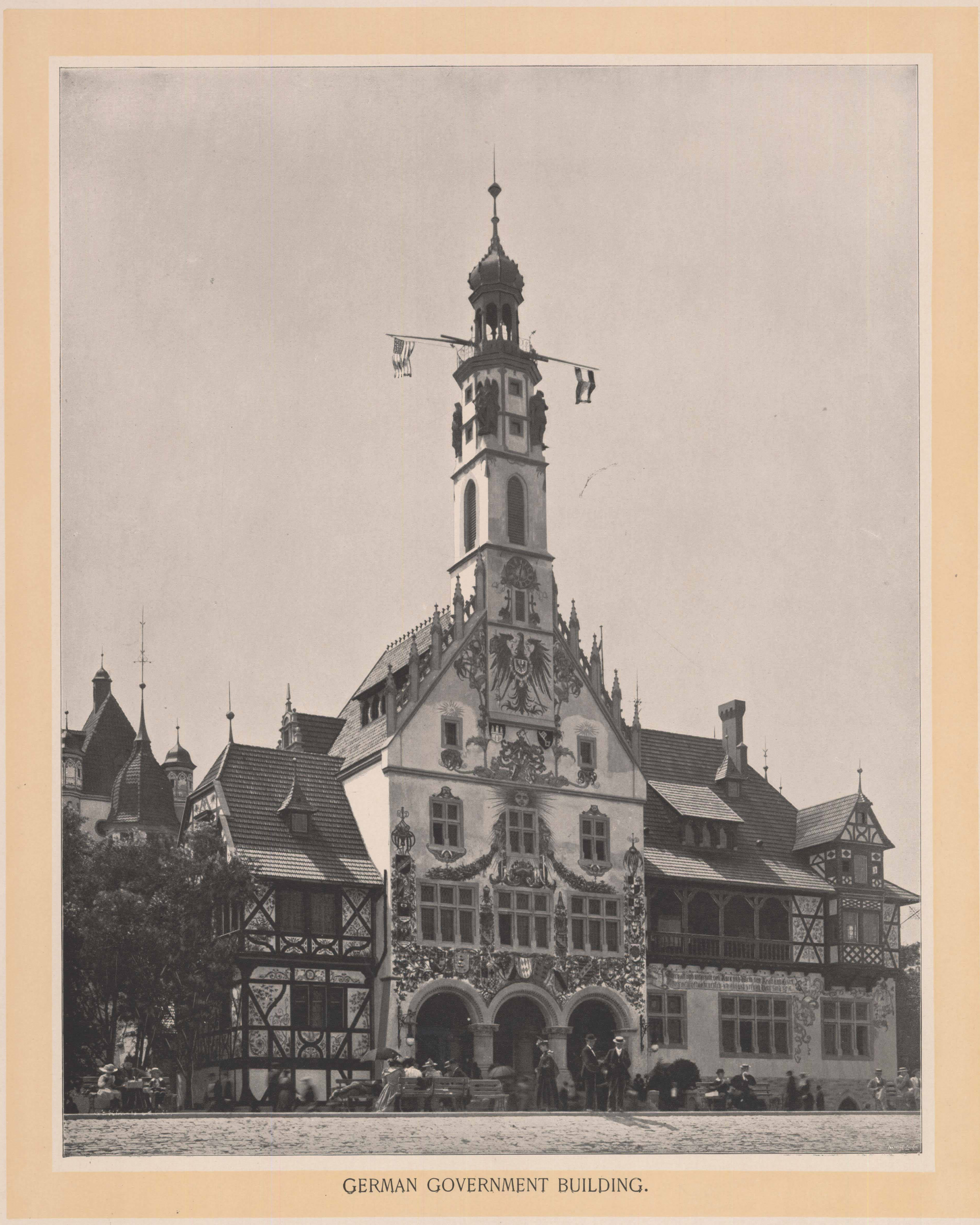
德國館，為少數博覽會後仍保留的建築之一

世界哥倫布博覽會是第一個將遊樂園與展覽館嚴格區分的世界博覽會。該遊樂區由年輕的音樂推廣人索爾·布魯姆（Sol Bloom）策劃，集中於大道樂園一帶，並由此將「midway」一詞引入美式英語，用以指稱嘉年華或博覽會中的雜耍區或娛樂區。
該區設有各種嘉年華遊樂設施，其中最著名的是由小喬治·華盛頓·蓋爾·費里斯設計建造的原創版摩天輪。 這座摩天輪高達264英尺（80），設有36個車廂，每個車廂可容納40人。
哥倫布博覽會的重要性也反映在語言中，如今許多拉丁美洲國家（如哥斯大黎加、智利）皆以（意為「芝加哥之輪」）作為摩天輪的稱呼。 一位觀展者喬治·C·提留（George C. Tilyou）後來表示，他在芝加哥娛樂大道所見所聞激發他創建美國第一座大型主題遊樂園——位於紐約州康尼島的越野障礙賽馬樂園（Steeplechase Park）。
博覽會中設有克里斯多福·哥倫布三艘船隻的原尺寸複製品，分別為尼尼亞號（實名為聖克拉拉號）、平塔號與圣玛利亚号。這些船隻是為了慶祝哥倫布發現美洲大陸400週年而設計。船隻在西班牙建造後，實際航行至美國參與展出。 哥倫布紀念展是由美國特使威廉·伊利羅伊·柯蒂斯（William Eleroy Curtis）、西班牙攝政王后瑪麗亞·克里斯蒂娜與教宗良十三世三方協調合作的政府間專案。 這些船隻成為博覽會中極受歡迎的展覽項目。
埃德沃德·邁布里奇亦在博覽會中於娛樂大道設置的「動態攝影館」（Zoopraxographical Hall）中舉辦了有關《動物運動科學》的系列講座，該建築是專為其展演而建。他使用自己發明的動態映像儀（zoopraxiscope）向付費觀眾展示了其拍攝的動態影像。這座展館被認為是世界上第一座商業電影院。
博覽會中的「開羅街」（Street in Cairo）展區設有一位深受歡迎的舞者，名為小埃及（Little Egypt）。 她向美國觀眾介紹了一種挑逗性的肚皮舞形式，後來被稱為「hootchy-kootchy」。這支舞的背景音樂據說是由策劃人索爾·布魯姆（Sol Bloom）即興創作的——當時舞者原本沒有音樂可用，他便臨時譜出旋律，如今這段旋律常被用來與「蛇舞」或「蛇女」表演聯繫。 不過布魯姆並未為這首樂曲申請著作權，因此該曲一創作即進入公有領域。
博覽會中亦設有世界上首個自動人行道，由建築師約瑟夫·萊曼·席爾斯比設計。該裝置分為兩個區段：一為乘客可坐下休息的區域，另一則供站立或步行使用。人行道沿湖濱碼頭全長運行，最後抵達一座娛樂賭場，呈迴圈狀運行。
雖未獲官方參展許可，水牛比爾仍選擇親自來到芝加哥，在博覽會外圍設立了自己的「水牛比爾西部秀」（Buffalo Bill's Wild West Show）。在其表演地點附近，歷史學家弗雷德里克·傑克遜·特納發表了一系列學術講座，探討他所認為的「西部邊疆結束」現象——這正是水牛比爾所象徵的美國精神。
此外，奧托馬爾·安許茨（Ottomar Anschütz）展示了其發明的electrotachyscope，這是一種利用蓋斯勒管（Geissler tube）投影裝置，可營造出動態影像的錯覺效果。
路易斯·康福特·蒂芙尼（Louis Comfort Tiffany）亦藉由他為博覽會設計並建造的精美蒂芙尼小教堂（Tiffany Chapel）奠定了聲望。展後，該教堂歷經多次轉售，甚至曾回到蒂芙尼本人的莊園。最終，該建築於1999年完成重建與修復，並永久安置於查爾斯·霍斯默·摩斯美國藝術博物館（Charles Hosmer Morse Museum of American Art）。

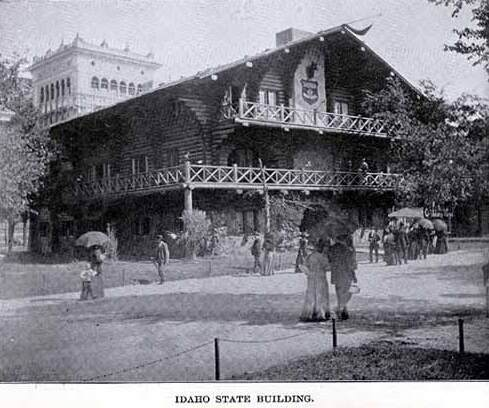
愛達荷館

由建築師柯克蘭·卡特（Kirtland Cutter）設計的愛達荷館（Idaho Building），是一座以原木打造的鄉村風格建築，在博覽會中廣受歡迎， 據估計吸引了1,800萬人次參觀。 其建築設計與室內裝潢風格被認為是工藝美術運動的先驅之一。
此外，博覽會亦設有著名的「hootchy coochy」舞蹈表演，這類演出引起巨大關注，並使得策展人索爾·布魯姆（Sol Bloom）成為美國歷史上最早靠近似脫衣舞（striptease）的表演賺取鉅額收入的人之一。

### 人類學展區
芝加哥世界博覽會設有一座人類學館（Anthropology Building）。在其附近，有一處名為「懸崖居民」（The Cliff Dwellers）的展區，建有仿造科羅拉多州「戰岩山」（Battle Rock Mountain）的岩石與木構建築，呈現美洲原住民的懸崖屋聚落樣貌，內部展示陶器、武器及其他文物。
展區亦包含愛斯基摩人文化展示，以及彭納布斯科特族（Penobscot）使用的樺樹皮製維格沃姆帳篷。此外，還設有一所由印地安事務局（Office of Indian Affairs）籌劃的模擬印第安學校。該校以運作中的形式呈現，接待來自全美各地的原住民學生及其教師，在展覽期間實地居住與教學，展示當時政府推行的教育政策與文化同化過程。

### 鐵道展區

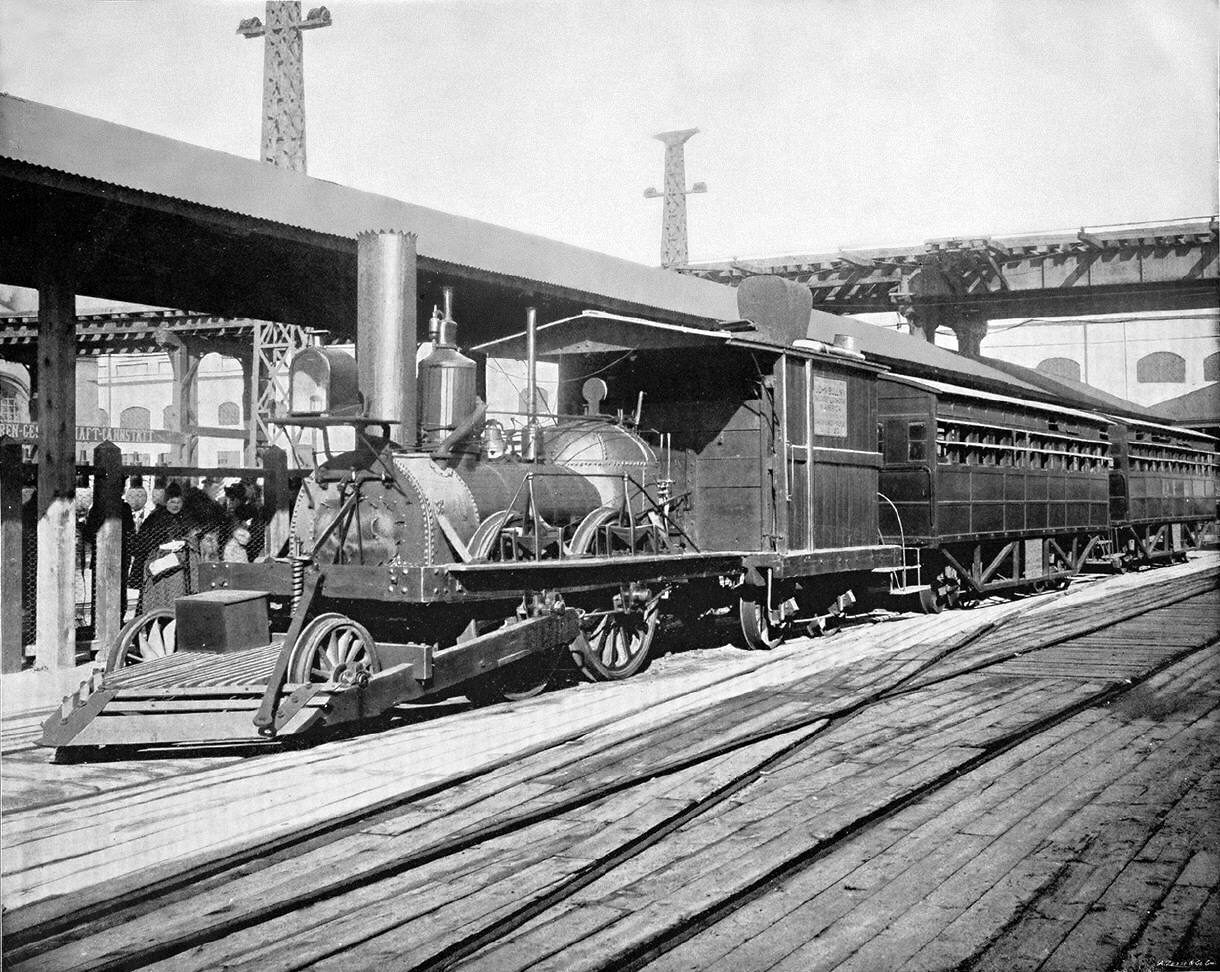
約翰·布爾號於博覽會中展出

博覽會中展出了約翰·布爾號蒸汽機車。這台機車製造於1831年，展出時僅有62年歷史，為史密森尼學會所收藏的第一輛機車。該機車自華盛頓特區以自身動力行駛至芝加哥參加展覽，會後又以自身動力返回華盛頓。1981年，它曾再度啟動，成為當時世界上最古老且仍可運行的蒸汽火車。
此外，展覽也展示了一輛由鮑爾溫機車廠製造的2-4-2輪式配置機車，該種配置自此被命名為「哥倫比亞型」（Columbia）。
博覽會亦展出了美國首條商業鐵路——麻薩諸塞州1826年花崗岩鐵路（Granite Railway）的一段原始路線設施，包括轉轍器與部分路基結構。該鐵路從昆西的採石場運送花崗岩，用以興建波士頓的邦克山紀念碑。該轉轍器目前仍可在米爾頓東廣場原鐵路路線上公開參觀。
在博覽會期間，鐵路是主要的交通方式。展區西南角新建了一座擁有26股道的大型車站，接收來自全國各地的列車。市區內則設有本地接駁列車，往返於芝加哥中央車站與博覽會場。新建的城南高架鐵路公司亦從Congress Terminal接送乘客至傑克遜公園站。此路線今日仍為芝加哥交通管理局（CTA）旗下綠線的一部分。

### 各國與各州展館
共有46個國家於博覽會中設立展館。 挪威則派出維京號參與展出，該船為戈克斯塔船的仿製品。它由12名船員從挪威啟航，橫渡大西洋航行至芝加哥，領航人為馬格努斯·安德森船長（Captain Magnus Andersen）。1919年，該船被移至林肯公園展出，1996年再度遷至伊利諾州日內瓦市的善義公園（Good Templar Park），目前正等待整修復原。
另有34個美國州份設有各自的展館。 內布拉斯加州在「內布拉斯加日」（Nebraska Day）開幕活動中，展出了著名女性主義作家凱特·麥克菲林·克利里（Kate McPhelim Cleary）的作品，並朗誦了她的詩作〈Nebraska〉。
參展州館包括加州、科羅拉多州、康乃狄克州、佛羅里達州、麻薩諸塞州、紐澤西州、紐約州、賓夕法尼亞州與德州等，各州展館皆以建築風格呈現該州特色與文化象徵。
美國的四個領地亦共同設有一棟展館，分別為亞利桑那、新墨西哥、奧克拉荷馬與猶他。
在路易斯安那館參觀的訪客，每人都獲贈一株柏樹苗。這項活動導致柏樹被引入許多非原生地區。其中，許多來自該展覽的柏樹苗在西維吉尼亞州各地紮根，並在當地氣候中茁壯生長。
此外，博覽會中還設有「伊利諾號」——這是一艘印第安納級戰艦的詳細全尺寸複製品，作為海軍展覽的一部分展出。

### 火砲與武器展示

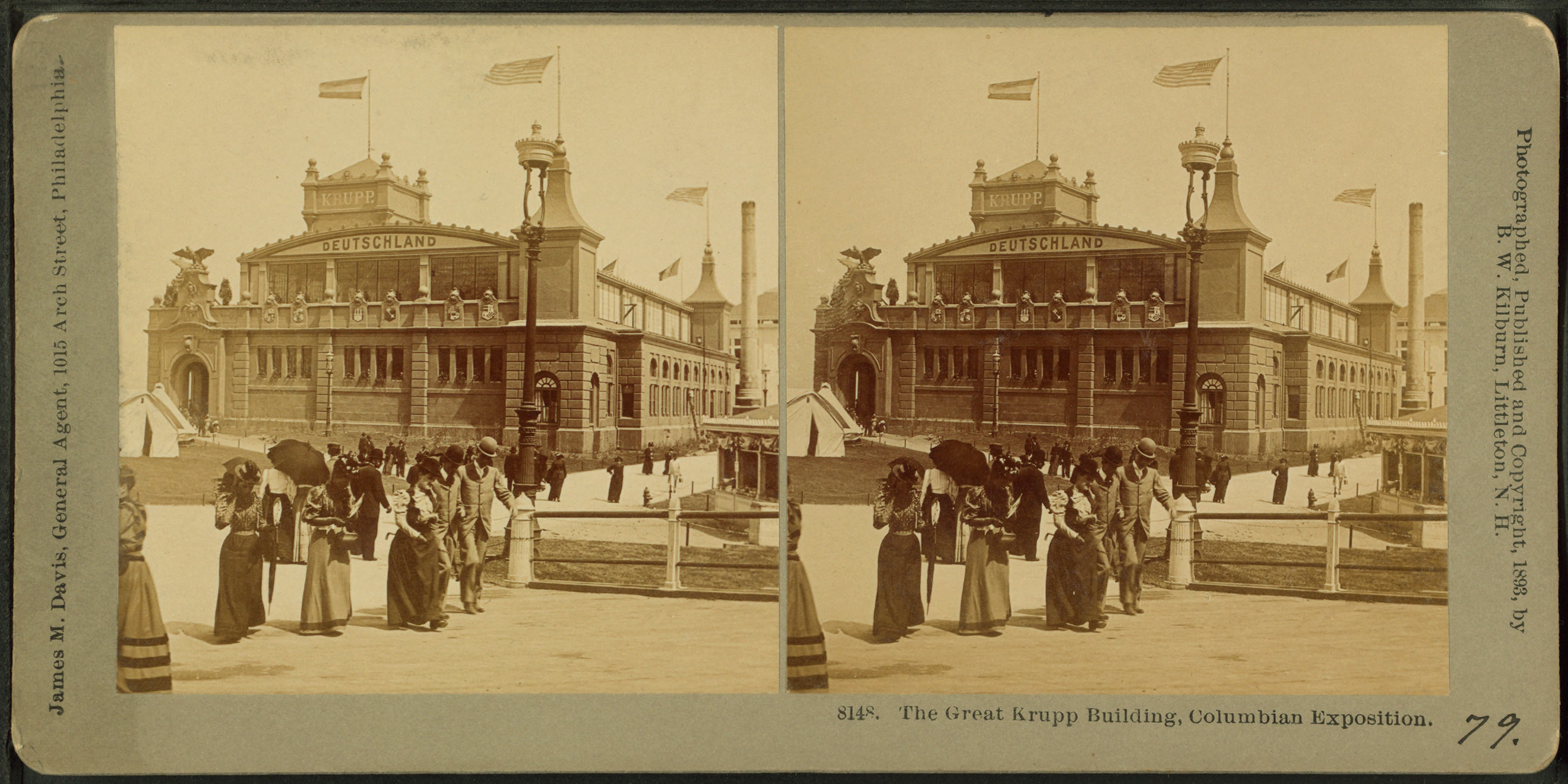
德國克虜伯公司展館的立體照片影像

德國軍火製造商克虜伯公司在博覽會中設置了一座武器展館，據稱耗資高達一百萬美元。 其中最引人注目的展品是一門口徑達42公分（16.54英吋）、炮管長度為33倍口徑（即約14公尺，45.93英尺）的海岸炮。該炮採用後膛裝填設計，重達120.46長噸（約122.4公噸）。
根據該公司當時的宣傳資料：「該炮可發射重量在2,200至2,500磅之間的彈頭，在裝填900磅棕色火藥推進下，於2,200碼（約2公里）距離內能擊穿厚達三英尺的鍛鐵裝甲板（垂直命中時）。」
這門火炮有「雷霆使者」（The Thunderer）之稱，宣稱射程達15英里（約24公里）。美國陸軍將領約翰·斯科菲爾德（John Schofield）甚至稱讚克虜伯的火炮是「世界上最偉大的和平締造者」。
該炮後來被視為克虜伯公司於第一次世界大戰中開發的大貝莎榴彈砲的前身。

### 宗教展區
1893年舉辦的世界宗教大會（Parliament of the World's Religions）自9月11日至9月27日舉行，是世界上首次正式匯聚東西方多元宗教傳統代表的會議。根據艾瑞克·夏普（Eric J. Sharpe）、增澤智子（Tomoko Masuzawa）等學者的研究，該活動在當時被視為一項激進創舉，因為它首度讓非基督教信仰代表能夠「以自身的立場發聲」。
例如，該議會被公認為巴哈伊信仰（Baháʼí Faith）在北美的首次公開亮相。 然而該宗教直到1960年代才開始被歐洲學界認真對待。

### 自動人行道

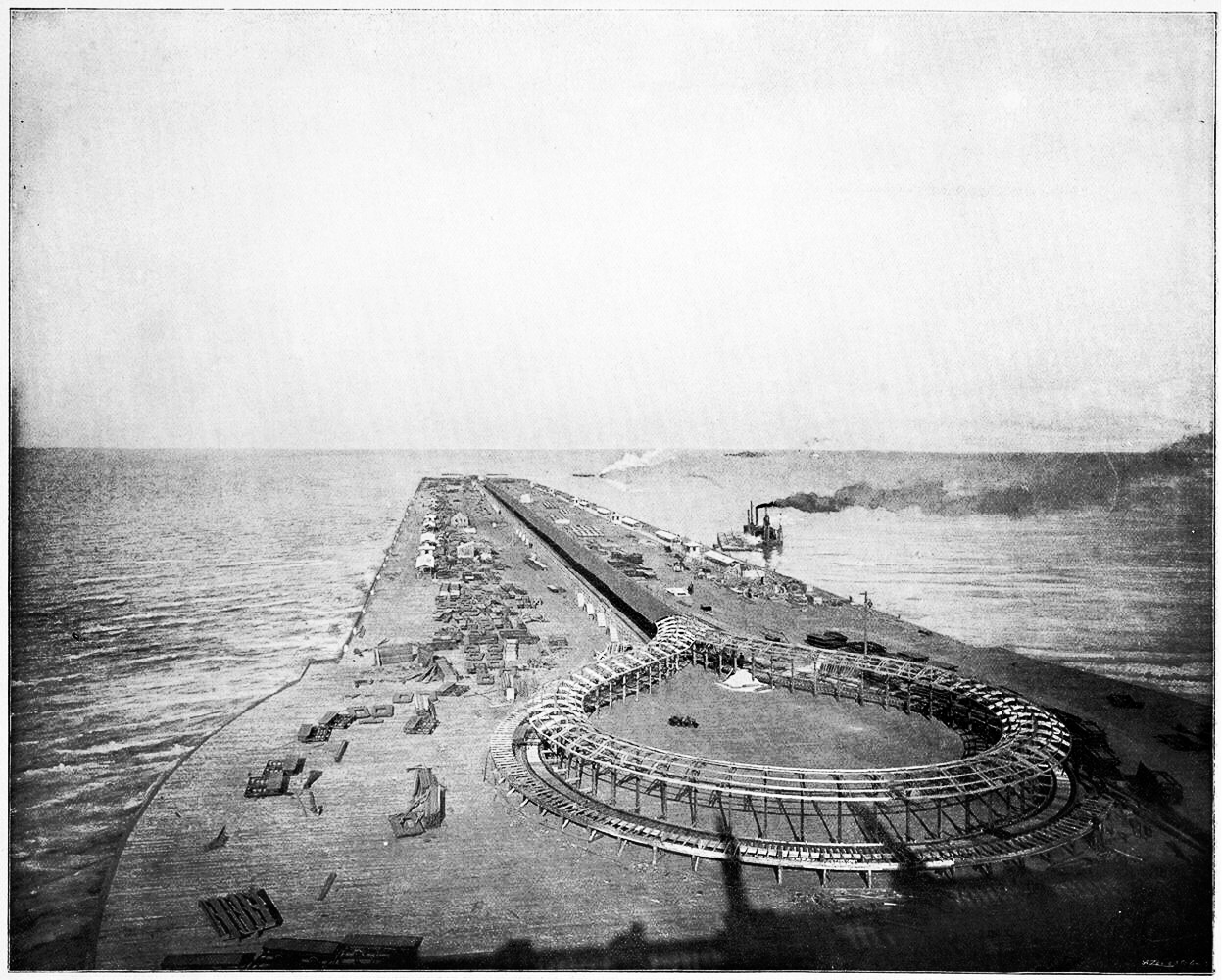
湖岸區的「大碼頭自動人行道」

在湖岸邊，前往賭場的訪客可搭乘由建築師約瑟夫·萊曼·席爾斯比設計的自動人行道，這是世界上第一條對大眾開放的此類設施， 被稱為「大碼頭自動人行道」（The Great Wharf, Moving Sidewalk）。該設施讓人們可以選擇站立步行，或坐在設置的座椅上隨機道緩緩移動。

### 園藝展區
園藝館（Horticultural Hall）中設有各式園藝展示，包括仙人掌、蘭花以及其他溫室植物。這些展品集中展示於一座大型溫室之中，展示了當時園藝技術與植物栽培的多樣性與美學成果。

## 場館
因1871年的芝加哥大火而復興重建的芝加哥市，於1890年由美國政府指定為博覽會的主辦都市。在密西根湖畔，花了近3年興建67萬坪以上的公園，在展示的Court of Honor地區以及娛樂的Midway地區等廣大會場建造了約200個建築物。
主會場Court of Honor地區，有美術館、聯邦政府館、園藝館、工藝館、農業館、機械館、管理棟等等，為展示美國的繁榮建造了豪華的新古典主義建築。以美國為中心，展示了各國來的工藝、美術、機械等等主題。除了以紅磚造塗漆的美術館外，其餘建築統一為白色，因誇示白人文明，而被稱為「White City」。
會場有由小喬治·華盛頓·蓋爾·費里斯設計的機械式大摩天輪，直徑75.5m，可乘坐2160人。

### 白城
該展覽會上的大多數建築為新古典主義建築，立面不用石料，而是用石膏、水泥和黃麻纖維造成，並漆成白色，故而以Court of Honor為中心的地區被稱為“白城”（The White City）。這一舉措主要是因為時間不夠用，因此負責博覽會項目的丹尼尔·伯纳姆任用了法蘭西斯·戴維斯·米萊特以取代威廉·普萊特曼（William Pretyman）指導建築裝飾。米萊特使用油和鉛白混合塗料直接噴塗墻壁，省去了粉刷的時間。

博览会的整體會場描繪
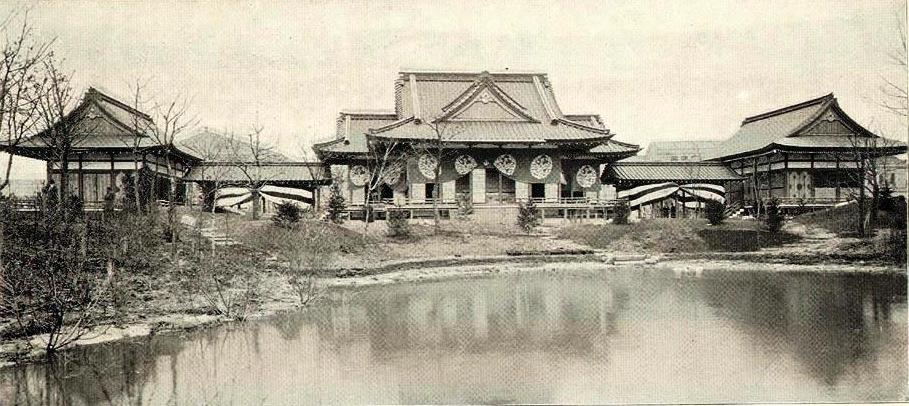
日本館
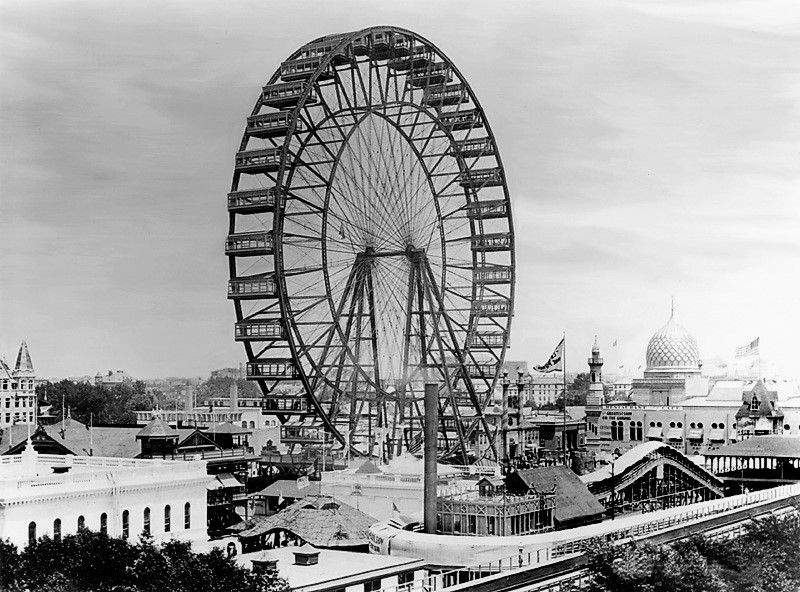
小喬治·華盛頓·蓋爾·費里斯設計的機械式大摩天輪
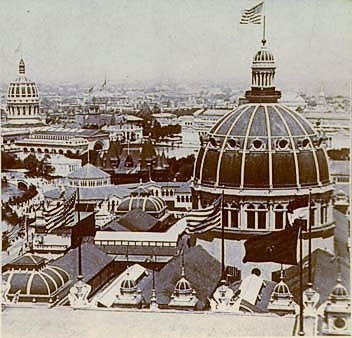
白城

## 紀念品

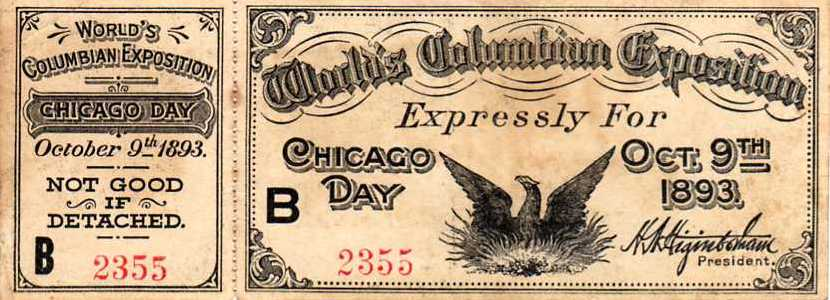
芝加哥日入場票券

博覽會的各式紀念品現今仍可在許多美國博物館典藏中見到。其中一例為約翰·W·格林（John W. Green）於1892年註冊版權的摺疊式扇子，上頭精細描繪了展區的風景與建築圖案。 查爾斯·W·高史密斯（Charles W. Goldsmith）則設計了一套十張的彩色明信片，圖案皆為此次博覽會所建造的展館建築。 此外，大會也發行了紀念性質的哥倫布半美元作為官方紀念幣。